# Полска челебитка
Полска челебитка (Nigella arvensis) е растителен вид от семейство Лютикови. Тя е плевелно растение, което се среща и в България.

## Местообитание
Видът се среща по сухи поляни, редки гори и храсталаци. От култивираните местности се среща в блокове от пшеница, ръж, люцернови ливади, лозя и изоставени ниви.

## Описание
Полската челебитка е едногодишно тревисто растение с височина до 50 cm. Стъблото е изправено и слабо разклонено с последователни приседнали листа. Цъфти от юни до октомври. Цветовете са гълъбовосини или синкавозелени. Имат правилен околоцветник съставен от 5 венчелистно обагрени чашелистчета. Липсва нормално венче. Те са 8 - 10 на брой и са видоизменени в малки двуустни нектарници. Тичинките са белезникавосини с островърхи прашници. Плодниците са 3 - 5, рядко 8 и са срастнали в основата си. Плодовете са сборни. Семената са с размери около 2 mm, триръбести и черни. Поради тази причина растението често е наричано черника.